# Seleniopsis grisearia
Seleniopsis grisearia là một loài bướm đêm trong họ Geometridae.